# 7400 Lenau
7400 Lenau eller 1987 QW1 är en asteroid i huvudbältet som upptäcktes den 21 augusti 1987 av den belgiske astronomen Eric W. Elst vid La Silla-observatoriet. Den är uppkallad efter den österrikiske poeten Nikolaus Lenau.
Asteroiden har en diameter på ungefär 6 kilometer.